# Марина Виноградова
Марина Виноградова (30 червня 1983 , Суми ) — українська та італійська хокеїстка (хокей на траві), півзахисник. Бронзовий призер чемпіонату світу з індорхокею 2011 року, чемпіонка Європи з індорхокею 2010 року.

## Біографія
Марина Виноградова народилася 30 червня 1983 року в українському місті Суми.
Спочатку займалася футболом. У хокей на траві прийшла у 1995 році. Першим тренером була Наталія Кукаріна.
Виступала за «Сумчанку», у складі якої неодноразово вигравала чемпіонат України з хокею на траві та індорхокею, була найкращим снайпером чемпіонатів країни. З 2003 року виступала за кордоном — в Італії за «Катанію» та «Амсікору» з Кальярі та в Німеччині за «Харвестегудер» та «Кліппер» з Гамбурга. У складі «Амсікори» кілька разів вигравала чемпіонат та Кубок країни. У 2015 та 2019 роках була визнана найкращим гравцем чемпіонату Італії.
Виступала за жіночу збірну України. У її складі в 2006 році з 6 м'ячами стала найкращим снайпером олімпійського кваліфікаційного турніру в Римі разом з японками Каорі Тіба й Томомі Коморі та шотландкою Роною Сімпсон.
У 2010 році виграла чемпіонат Європи з індорхокею в Дуйсбурзі, була визнана найкращим гравцем турніру. У 2011 році виборола бронзову медаль чемпіонату світу з індорхокею в Познані.
У 2015 році отримала громадянство Італії та стала виступати за її збірну. У 2018 році брала участь у чемпіонаті світу в Лондоні, де італійки посіли 9-е місце.

## Родина
Чоловік — Алессандро, італійський інженер .